# 區焯文
區焯文（英語：Au Cheuk-man，1975年4月26日—），綽號A-men，香港出生，香港電影導演、編劇和演員，前香港有線電視演員及節目主持人。曾任World Vision世界宣明會中國之友大使。

## 背景

### 早期
區焯文早年就讀荃灣聖芳濟中學，後於香港演藝學院戲劇學院修讀表演文憑課程，並參加第三屆香港導演會主辦的導演課程。其後赴美國紐約New York Film Academy修讀導演課程，亦曾於英國倫敦Blake College研習美術。
他在1999年加入由陳百祥、曾志偉、譚詠麟等藝人創立的「東方魅力」，在公司旗下的餐廳及的士高擔任司儀。三年後得友人介紹轉到有線兒童台當節目主持，與劉蜀永（Bean）一同負責主持《IQ非典型》以及《IQ雙拼》。由於適逢2003年沙士爆發，學生大多留在家中收看電視，因而令他的兒童節目收視率高企。及後，區焯文被安排到有線娛樂台主持玄學節目，卻因為個人表現輕佻而接獲不少投訴。結果，在2009年被有線電視終止藝員合約。區焯文被解僱當日，他的妻子小產。加上其後自己於荃灣城市中心創業也虧蝕了多年的儲蓄。令他的工作量與收入變得非常不平衡，並且失業3年。

### 電影事業
2015年，區焯文以電影導演身份拍攝《鴨王》。該齣電影在香港及澳門的票房突破600萬，使他再獲得公眾關注。
期後，區焯文的創作風格轉向寫實與社會關懷。他自編自導的《毛俠》（2018年）以低成本拍攝，聚焦動物保護議題。2023年作品《說笑之人》探討父子情感，獲得正面口碑。
2024年起，區焯文推出多部具社會關懷性的電影，包括《山莊日記》，關注殘疾人士生活；紀錄片《毛家》則記錄動保機構「毛守救援」的日常工作。
此外，他亦擔任《爸爸》（2024年）的聯合導演。

## 作品

### 音樂
區焯文在大部份歌曲中都與劉蜀永合作。
- 2003年：《戰爭與和平》
- 2004年：《進動畫王國》
- 2004年：《紅日生機滿載》
- 2004年：《暑假變做完美》
- 2004年：《有一根線》
- 2004年：《Christmas Melody》
- 2005年：《祝福你》
- 2005年：《猛龍特警隊》
- 2005年：《衝口而出》
- 2005年：《點解有火雞嘆》
- 2005年：《加一服務費》
- 2005年：《IQ與天才》
- 2005年：《Let's fight》
- 2005年：《Keroro軍曹主題曲》（香港有線電視版本）
- 2006年：《利是全攻略》
- 2006年：《扚起心肝講正音》
- 2006年：《新年全攻略》
- 2006年：《06細界盃狂熱》

### 導演
- 2013年：《微交少女》（執行導演）
- 2015年：《鴨王》
- 2018年：《毛俠》
- 2023年：《說笑之人》
- 2024年：《山莊日記》
- 2024年：《爸爸》（與翁子光聯合導演）
- 2025年：《猛龍傳之誰怕誰》（平等機會委員會贊助）
- 2025年：《毛家》（紀錄片）

### 編劇
- 2013年：《喜愛夜蒲3》
- 2015年：《鴨王》
- 2018年：《毛俠》
- 2023年：《說笑之人》
- 2024年：《山莊日記》

### 演出

#### 電影
- 1999年：《城市之光》
- 2000年：《癲狗正傳》
- 2000年：《唔該借歪》
- 2002年：《飛鴻漫遊》
- 2006年：《情意拳拳》
- 2006年：《雙子神偷》
- 2008年：《天水圍的日與夜》
- 2013年：《微交少女》飾 海狗
- 2018年：《毛俠》
- 2022年：《正義迴廊》

#### 電視劇（無綫電視）
- 2011年：《真相》飾 莫耀輝（歐陽昌之手下）

#### 電視節目
- 《一級奸爸嗲》
- 《無情火》
- 《夏日陷阱》
- 2001年：《宇宙無敵獎門人》
- 2001年：《獎門人絕對舞台 Super Show》
- 2002年：《禁毒精神新世代》
- 2002年：《校園爭霸戰》
- 2004年：《炳強大戰八爪魚》
- 2004年：《明星垃圾兵團》
- 2004年：《莫Auntie簡易英語》
- 2005年：《十封信》：冷氣電髮
- 2005年：《埋唻睇埋唻玩》
- 2006年：《我們都是父母》：養生學堂、肥媽小吃
- 2006年：《毒篤笑》
- 2014年：《手語隨想曲III》：危機解密

## 主持

### 電視節目
- 2003年至2004年：《IQ非典型》
- 2005年：《新廣告故事》
- 2004年至2006年：《IQ雙拼》
- 2006年至2007年：《智趣大本營》
- 2007年：《開心之城》
- 2007年：《全人大學堂》
- 2008年：《行運有「玄」因》
- 2008年：《智叻「童」樂日：全港精英兒童大賽》
- 2008年：《智叻「童」樂日：通識「智」激鬥》
- 2008年：《一煮成名》
- 2008年：《食都要高清》
- 2009年：《玩轉姻「玄」路》

## 廣告及代言
- A in A補習社廣告
- 2000年代初：政府禁毒宣傳片
- 2004年：萬寧廣告：失聲男人篇

## 外部連結
- Man  Au 區焯文的Facebook專頁
- 區焯文在互联网电影资料库（IMDb）上的資料（英文）（英文）
- 區焯文在香港影庫上的簡介
- 區焯文在时光网上的簡介（简体中文）
- 香港電台-"食都要高清"（页面存档备份，存于）